# Guillermo Rejón
Guillermo Rejón (Madrid, 1 d'octubre de 1976) és un exjugador de bàsquet que ocupava la posició de pivot. Va jugar, entre d'altres, en equips com l'Estudiantes, el Lucentum o el Valladolid.